# Tazza Maltija 2023-2024
La Tazza Maltija 2023-2024, conosciuta anche con il nome ufficiale di Izibet FA Trophy 2023–24 per motivi di sponsorizzazione, è stata l'86ª edizione della coppa nazionale maltese di calcio.
Il torneo è iniziato il 12 dicembre 2023 e si è concluso il 12 maggio  con la vittoria degli Sliema Wanderers, al ventiduesimo successo nella manifestazione (record assoluto).

## Turno preliminare
Sono ammesse al turno preliminare della competizione le 16 squadre della BOV Challenge League, 8 squadre della Gozo FA Division One, oltre a 4 squadre della National Amateur League (le quattro squadre semifinaliste della National Amateur Cup). Il sorteggio è stato effettuato il 7 novembre 2023.
| Squadra 1               | Risultato       | Squadra 2       |
| ----------------------- | --------------- | --------------- |
| 12 dicembre 2023        |                 |                 |
| Kirkop United           | 1 - 2           | Lija Athletic   |
| 13 dicembre 2023        |                 |                 |
| Melita                  | 5 - 7 (dts)     | Qala St. Joseph |
| S.K. Victoria Wanderers | 1 - 2           | Marsa           |
| Msida Saint-Joseph      | 5 - 1           | Xagħra Utd      |
| Żejtun Corinthians      | 3 - 2 (dts)     | Kerċem Ajax     |
| Nadur Youngsters        | 2 - 2 (5-3 dtr) | St. Andrews     |
| St. George's            | 1 - 5           | Swieqi Utd      |
| Oratory Youths          | 0 - 2           | Fgura Utd       |
| Senglea Athletic        | 2 - 2 (4-5 dtr) | Pietà Hotspurs  |
| Tarxien Rainbows        | 1 - 2           | Żebbuġ Rangers  |

## Primo turno
| Squadra 1          | Risultato       | Squadra 2          |
| ------------------ | --------------- | ------------------ |
| 11 gennaio 2024    |                 |                    |
| St. Lucia          | 2 - 0           | Marsa              |
| 13 gennaio 2024    |                 |                    |
| Birkirkara         | 3 - 1           | Attard             |
| Floriana           | 2 - 0           | Naxxar Lions       |
| Żabbar St. Patrick | 1 - 2           | Żebbuġ Rangers     |
| Mosta              | 5 - 1           | Pietà Hotspurs     |
| Marsaxlokk         | 5 - 0           | Żejtun Corinthians |
| Msida Saint-Joseph | 1 - 3           | Mġarr              |
| Ħamrun Spartans    | 3 - 0           | Lija Athletic      |
| 14 gennaio 2024    |                 |                    |
| Nadur Youngsters   | 1 - 1 (3-4 dtr) | Sirens             |
| Hibernians         | 2 - 0           | Qala St. Joseph    |
| Sliema Wanderers   | 3 - 0           | Marsaskala         |
| Balzan             | 2 - 1           | Żurrieq            |
| Luqa               | 1 - 2           | Swieqi Utd         |
| Xewkija Tigers     | 0 - 3           | Gudja Utd          |
| Valletta           | 7 - 1           | Għajnsielem        |
| 15 gennaio 2024    |                 |                    |
| Gżira Utd          | 2 - 0           | Fgura Utd          |

## Secondo turno
| Squadra 1        | Risultato       | Squadra 2      |
| ---------------- | --------------- | -------------- |
| 6 febbraio 2024  |                 |                |
| Birkirkara       | 1 - 0 (dts)     | Sirens         |
| Floriana         | 7 - 1           | Żebbuġ Rangers |
| Marsaxlokk       | 3 - 0           | Swieqi Utd     |
| Mosta            | 2 - 1           | Valletta       |
| 7 febbraio 2024  |                 |                |
| Gżira Utd        | 1 - 0           | Hibernians     |
| St. Lucia        | 3 - 3 (3-4 dtr) | Mġarr          |
| Sliema Wanderers | 1 - 0 (dts)     | Balzan         |
| 8 febbraio 2024  |                 |                |
| Ħamrun Spartans  | 3 - 0           | Gudja Utd      |

## Quarti di finale
| Squadra 1     | Risultato       | Squadra 2        |
| ------------- | --------------- | ---------------- |
| 30 marzo 2024 |                 |                  |
| Gżira Utd     | 2 - 0           | Mġarr            |
| Marsaxlokk    | 0 - 2           | Floriana         |
| Birkirkara    | 2 - 2 (4-3 dtr) | Ħamrun Spartans  |
| Mosta         | 2 - 2 (3-4 dtr) | Sliema Wanderers |

## Semifinali
| Squadra 1     | Risultato       | Squadra 2        |
| ------------- | --------------- | ---------------- |
| 7 maggio 2024 |                 |                  |
| Floriana      | 2 - 2 (5-4 dtr) | Gżira Utd        |
| 8 maggio 2024 |                 |                  |
| Birkirkara    | 0 - 1 (dts)     | Sliema Wanderers |

## Finale
| Arbitro: | Fyodor Zammit |

|                               |                      |                                        |
| Veselji Arias Reid Lonardelli | Tiri di rigore 2 – 4 | Acheampong Awad Alcino Micallef Minala |